# Coenocorypha
Genre
Le genre Coenocorypha regroupe, d'après le Congrès ornithologique international, cinq espèces de limicoles (dont deux éteintes) appartenant à la famille des Scolopacidae et à la sous-famille des Gallinagininae (bécassines).

## Liste des espèces
D'après la classification de référence (version 14.1, 2024) de l'Union internationale des ornithologues, il y a 5 espèces (dont 2 éteintes) du genre Coenocorypha (ordre philogénique) :
- † Coenocorypha barrierensis (Oliver, 1955) – Bécassine de Hautura ;
- † Coenocorypha iredalei (Rothschild, 1921) – Bécassine d'Iredale ;
- Coenocorypha pusilla (Buller, 1869) – Bécassine des Chatham ;
- Coenocorypha huegeli (Tristram, 1893) – Bécassine des Snares ;
- Coenocorypha aucklandica (Gray, GR, 1845) – Bécassine des Auckland.

Parmi celles-ci, trois espèces sont éteintes :
- †Coenocorypha barrierensis (Oliver, 1955) – Bécassine de Hautura ;
- †Coenocorypha iredalei (Rothschild, 1921) – Bécassine d'Iredale ;
- † Coenocorypha miratropica – (?).

Clements (6e édition, révisée 2011), reconnaît une espèce supplémentaire, qui n'est connue de la science que par des fossiles, mais qui pourrait avoir survécu jusqu'au XIXe siècle :
- † (Coenocorypha chathamica) (Forbes, 1893) – Bécassine de Forbes.